# Pol sobiranista
El pol sobiranista va ser una estratègia de confluència del nacionalisme basc situat a l'esquerra política del Partit Nacionalista Basc que va culminar amb la creació d'Euskal Herria Bildu i el cessament definitiu d'ETA.

## La proposta d'un pol sobiranista
A principis de 2005 va ser rebutjat pel Congrés dels Diputats d'Espanya un nou estatut polític aprovat pel Parlament Basc. Arran d'aquest fet i d'una forma més notòria des de 2008, davant la falta d'una resposta pràctica a la prohibició de sotmetre aquest estatut a una consulta, en els darrers anys les forces nacionalistes a l'esquerra del Partit Nacionalista Basc (PNB) han debatut la constitució d'un pol soberanista, amb la finalitat d'impulsar la independència d'Euskal Herria.
La proposta englobaria Batasuna, Eusko Alkartasuna (EA), Aralar i les bases del PNB, mostrant-se partidàries de la seva creació l'esquerra abertzale il·legalitzada i EA. Tanmateix, tant EA com Aralar posaren com a condició prèvia l'allunyament de Batasuna d'ETA i el cessament de la seva activitat armada.
Tanmateix, des d'alguns mitjans de comunicació, també s'apuntà la possibilitat que Batasuna busqués legalitzar-se com a part d'una coalició independentista amb partits legals a través del ja esmenat pol sobiranista. Opció que descartaren tant EA com l'esquerra abertzale il·legalitzada, que es comprometia en la resolució Zutik Euskal Herria a la creació d'un nou partit polític independentista i d'esquerres. Alhora, des d'Aralar es va deixar clara la seva idea de no interpretar el pol sobiranista en clau de front electoral.
Per la seva banda, EA va decidir donar un gir a la seva política de pactes amb el PNB mantinguda des de les eleccions al Parlament Basc de 2001, optant per presentar-se en solitari en les cites electorals de 2007 i 2009, i allunyar-se del PNB sense descartar l'opció d'adherir-se al pol sobiranista, el que li va suposar l'escissió del seu sector crític. Posteriorment, en una conferència política celebrada al novembre de 2009, EA va concretar la seva aposta per un acord entre forces abertzales per aconseguir la independència d'Euskal Herria.
El 30 de gener de 2010 es va presentar la plataforma Adierazi EH a favor dels drets civils i polítics per a Euskal Herria. Al març es va crear la xarxa social Independentistak, que agrupa independentistes pertanyents a la política, el sindicalisme i el món de la cultura i l'esport, sent el seu primer acte important la convocatòria d'un Aberri Eguna unitari entre Irun i Hendaia.
D'altra banda, els sindicats ELA, LAB, ESK, Hiru, ELB, EHNE i STEE-EILAS han anat treballant conjuntament, reclamant-ne el suport davant les seves mobilitzacions de tot l'espectre de l'esquerra abertzale, inclosos partits com a EA, Aralar i Alternatiba (escissió sobiranista d'Ezker Batua-Berdeak).

## Els primers acords i l'alto el foc permanent d'ETA
El 20 de juny, membres d'EA i excàrrecs de Batasuna van presentar a Bilbao les Bases d'un acord estratègic entre forces polítiques independentistes, signades entre "EA i l'esquerra abertzale" per col·laborar per aquest objectiu, en el qual ratificaven que «el diàleg multipartit ha de desenvolupar-se sobre la base dels Principis Mitchell», inclòs el «compromís amb renunciar a l'ús de la violència, i al rebuig a tot intent per altres a l'ús de la força, o l'amenaça d'usar-la, per intentar influir en el curs o el resultat de les negociacions multipartites».
El 25 de setembre, l'esquerra abertzale il·legalitzada, EA, Aralar, Alternatiba i Abertzaleen Batasuna (AB), juntament amb els sindicats LAB, ESK, Hiru, ELB, EHNE i STEE-EILAS i altres organitzacions socials, van formalitzar a Gernika-Lumo un Acord per a un escenari de pau i solucions democràtiques (conegut com a Acord de Gernika) en el qual es demanava a ETA «un alto-el-foc permanent, unilateral i verificable per la comunitat internacional com a expressió de voluntat per a un definitiu abandó de la seva activitat armada», així com la derogació de la Llei de Partits i de la llei antiterrorista, el cessament de «tot tipus d'amenaces, pressions, persecucions, detencions i tortures contra tota persona per raó de la seva activitat o ideologia política», l'acostament de presos als seus llocs d'origen, mesures de llibertat per a presos greument malalts, l'eliminació de la doctrina Parot i la revisió de processos judicials.
El 30 d'octubre Alternatiba va celebrar la seva primera Assemblea Nacional, en la qual van apostar per la confluència estratègica dels partits sobiranistes d'esquerres que van signar l'Acord de Guernica. Dues setmanes després, l'esquerra abertzale il·legalitzada va fer un oferiment a EA i Aralar per concórrer plegats a les eleccions de Navarra que, després de ser rebutjat per Aralar, va ampliar al conjunt d'agents polítics i independents de Nafarroa Bai (NaBai). Aquest oferiment no només no va ser acceptat sinó que finalment va propiciar l'expulsió d'EA, en negar-se aquesta formació a trencar el seu acord estratègic independentista, la qual cosa, unida a la marxa prèvia de Batzarre, va suposar la nova coalició NaBai integrada per Aralar, PNB i alguns independents.
El 10 de gener de 2011, quatre mesos després d'anunciar el seu cessament d'accions armades ofensives, ETA va anunciar en un nou comunicat la seva decisió de declarar un alto-el-foc «permanent, general i verificable» que va ser acollit amb escepticisme pel govern espanyol i la majoria de les forces polítiques, però que els signants de l'Acord de Guernica van considerar un pas positiu i «d'indubtable valor» en el procés de pau i de solucions democràtiques per a la normalització política.
El 16 de gener, Alternatiba, EA i l'esquerra abertzale il·legalitzada van signar l'acord estratègic polític-social Euskal Herria ezkerretik (Euskal Herria des de l'esquerra) per treballar de manera conjunta i prioritària en la defensa de la sobirania d'Euskal Herria des del rebuig a les «estratègies i expressions violentes», però des d'una perspectiva d'esquerres «que busqui una transformació profunda del model socioeconòmic». L'acord quedava circumscrit a Navarra, Biscaia, Guipúscoa i Àlaba, i recollia la intenció de «confrontar a la dreta en tots els àmbits» i generar «alternatives que superin i transcendeixin els actuals sistemes de dominació». Els tres grups signataris van convidar a Aralar perquè col·laborés amb ells, respectant el caràcter diferenciat de cada força política.

## Les coalicions electorals i el cessament definitiu d'ETA
A finals de març, EA anuncià que a Navarra es presentaria a les eleccions forals i municipals en una nova coalició formada amb la plataforma ciutadana Herritarron Garaia (HG), mentre que al País Basc arribà a un acord electoral amb Alternatiba. Aquesta nova coalició finalment es concretà en Bildu.
En les eleccions municipals, forals i autonòmiques de maig d'aquest any, Bildu va quedar com a segona força política al País Basc (darrere del PNB) i quarta a Navarra (darrere de NaBai). Per les eleccions generals de novembre, van proposar la creació d'un front sobiranista al costat del PNB i Aralar. Aralar acordà participar-hi junt amb les forces de Bildu, mentre que el PNB rebutjà formar part d'aquesta aliança electoral, quedant així constituïda la coalició sobiranista d'esquerres més gran de la democràcia: Amaiur.
El 20 d'octubre de 2011, tres dies després de la celebracin de la Conferència Internacional de Pau de Sant Sebastià, ETA anuncià el cessament definitiu de la seva activitat armada en un comunicat en el qual també va fer «una crida als governs d'Espanya i França per a obrir un procés de diàleg directe» destinat a solucionar «les conseqüències del conflicte».
El 2012 Sortu, partit inicialment prohibit pel Tribunal Suprem, va ser legalitzat pel Tribunal Constitucional. Sortu, EA, Aralar, AB i Alternatiba van establir una unitat d'acció estratègica i nacional basada en la defensa d'Euskal Herria i la seva construcció, l'assoliment de la pau, l'oficialitat del basc i l'impuls a un model econòmic sobirà, just i ecològic. Aquesta aliança política va culminar amb la creació al juny de la coalició Euskal Herria Bildu (EH Bildu).